# Johannes Käubler

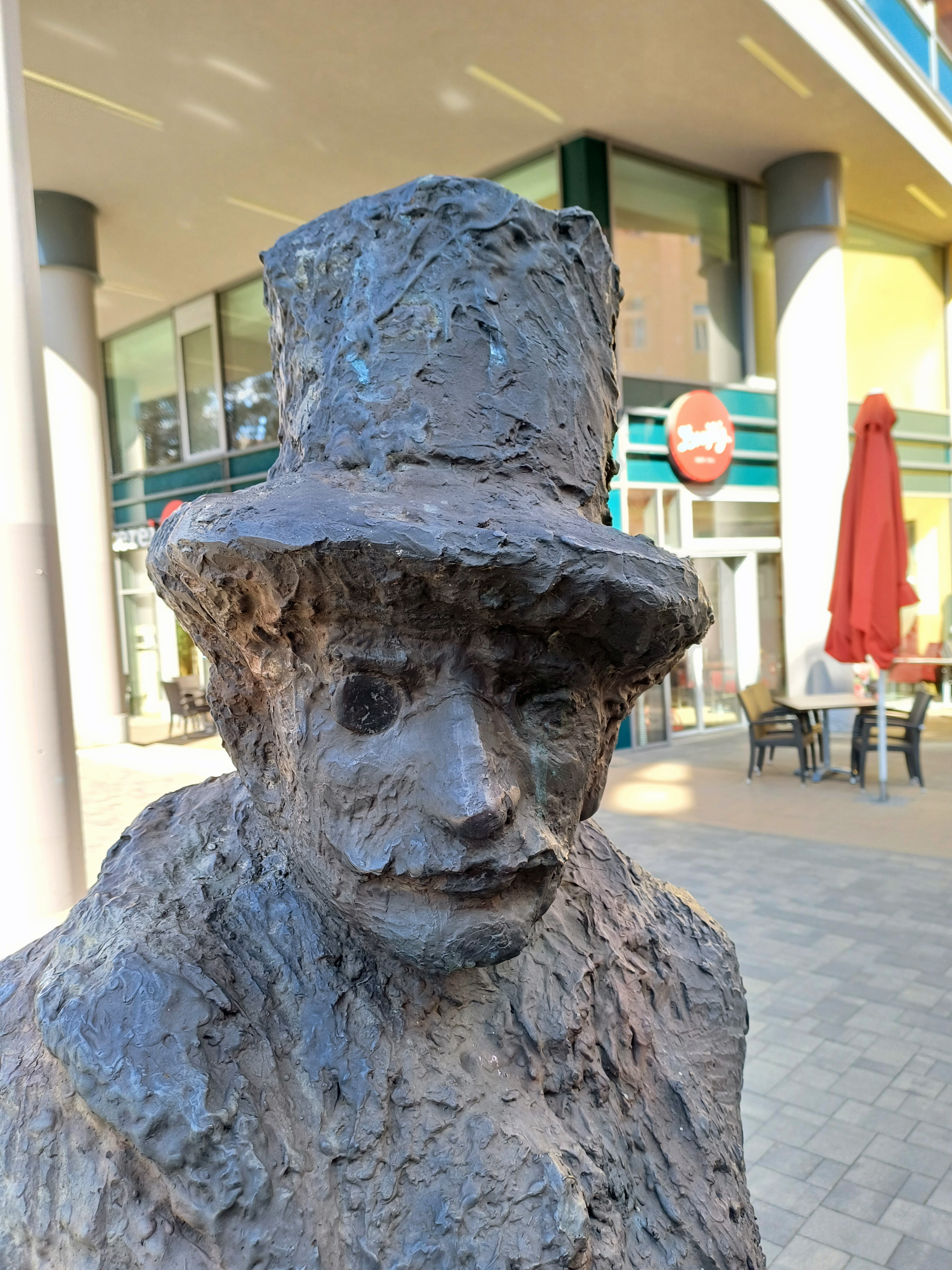
Skulptur in Bautzen

Conrad Johannes Käubler, auch Konrad Johannes Kaeubler, (* 15. April 1849 in Schandau; † 11. Juli 1924 in Dresden) war ein deutscher Jurist und Kommunal- und Landespolitiker. Er war Bürgermeister von Bautzen in der sächsischen Oberlausitz und sächsischer Landtagsabgeordneter.

## Leben und Wirken

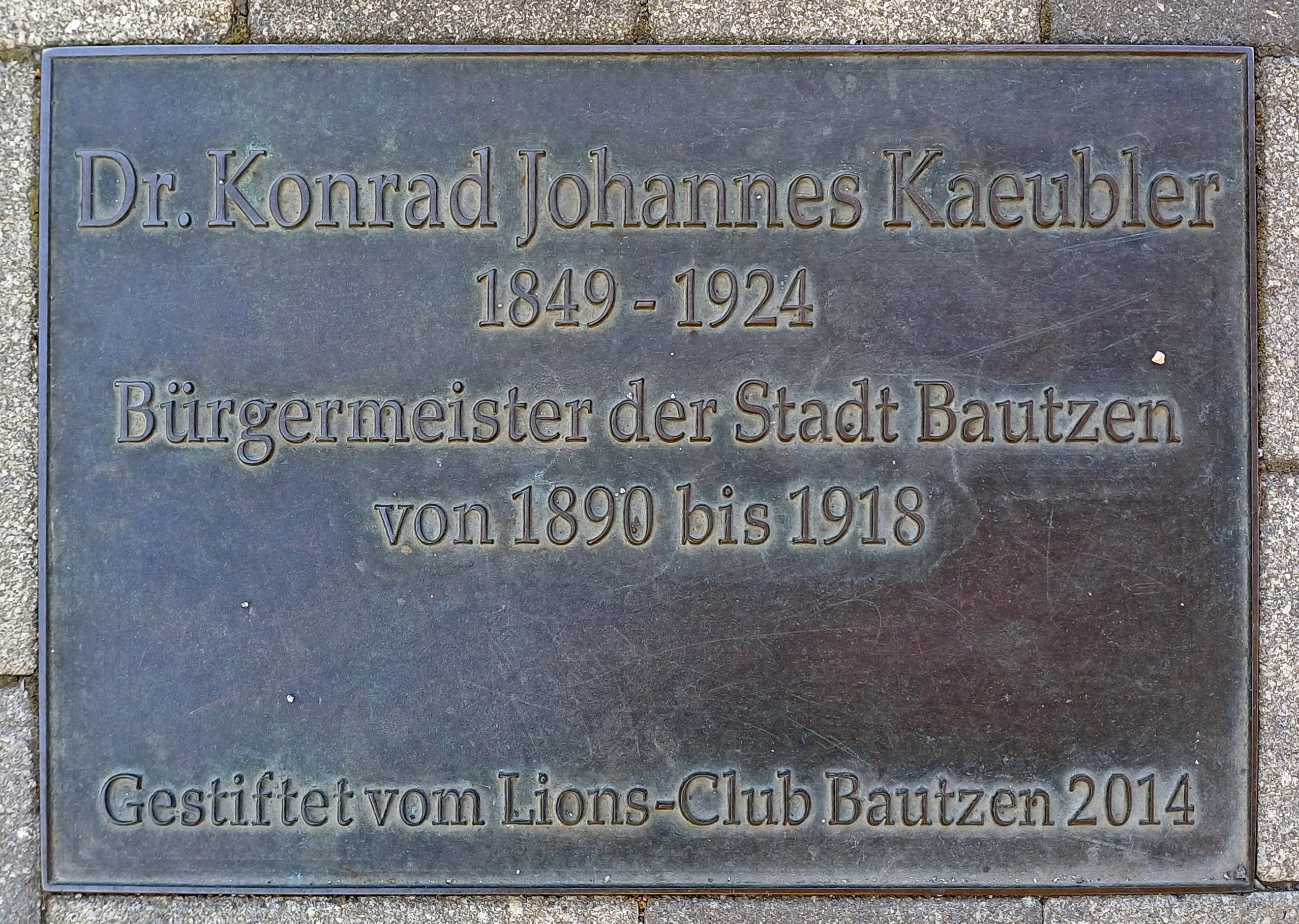
Gedenktafel am Haus, Kornmarkt 20, in Bautzen

Käubler besuchte die Fürstenschule St. Afra in Meißen. 1881 promovierte er an der Universität Leipzig. Das Thema seiner Dissertation lautete Was ist strafbarer Wucher?. Während seines Studiums wurde er im Sommer 1870 Mitglied der Leipziger Universitäts-Sängerschaft St. Pauli (heute in Mainz).
Er war nach seiner Tätigkeit am Landgericht Leipzig in den Jahren 1881 bis 1885 Bürgermeister der Stadt Mittweida, anschließend bis 1890 von Frankenberg/Sa. und in den Jahren von 1890 bis 1918 Bürgermeister der Stadt Bautzen. In dieser Gründerzeit entstanden zahlreiche Bauwerke, die noch heute das Stadtbild prägen, so etwa das Stadtmuseum und die Kronprinzenbrücke über die Spree. Auch das heute nicht mehr bestehende Wendische Haus am Lauengraben entstand in der Ära Kaeubler, jedoch nicht auf städtische Initiative. Besonders verdienstvoll für Bautzen war, dass er sich beim Sächsischen König um die Figuren des Rietschelgiebels bemühte, die dann 1902 der Stadt Bautzen geschenkt und 1905 am Bautzener Stadttheater angebracht wurden. In Bautzen war er Mitglied und Meister vom Stuhl der Freimaurerloge Zur goldenen Mauer.
Von 1891 bis 1917 vertrat Käubler die Stadt Bautzen in der I. Kammer des sächsischen Landtags.
1897 erschien bei Hoßberg in Leipzig folgende Veröffentlichung aus der Feder von Johannes Käubler: Die königlich sächsischen Gesetze betreffend die Wahlen für den Landtag und zwar das Gesetz, die Wahlen für die zweite Kammer der Ständeversammlung betreffend, vom 28. März 1896 nebst Ausführungsverordnungen vom 10. Oktober 1896 und das Gesetz, die Wahlen für den Landtag betreffend, vom 3. Dezember 1868.

## Ehrungen
In Bautzen trug bis nach dem Zweiten Weltkrieg die heutige Clara-Zetkin-Straße seinen Namen. Im November 2014 wurde für ihn eine Bronzeplastik am Kornmarkt vor dem Kornmarkthaus errichtet. Das Denkmal wurde vom Lions-Club finanziert. Dieser vergibt seit 2016 auch den Kaeubler-Preis.